# Agrosoma decepta
Agrosoma decepta är en insektsart som beskrevs av Medler 1960. Agrosoma decepta ingår i släktet Agrosoma och familjen dvärgstritar. Inga underarter finns listade i Catalogue of Life.